# 伏洛昔单抗
伏洛昔单抗（INN：Volociximab；开发代号：M200）是PDL BioPharma与渤健联合开发的嵌合单克隆抗体，用于治疗多种晚期实体瘤。它结合并抑制α5β1整合素的功能活性。
它被认为可以减少远端转移。早期结果显示其在肾细胞癌中的潜力。